# Comte d'Antivari
Le comte d'Antivari était un titre monténégrin de noblesse créé par un arrêté royal, publié le 15 mars 1919, par le roi du Monténégro Nicholas Ier, accordé à Eugène Corriveau, consul monténégrin au Québec.